# براد إيبرت
براد إيبرت (بالإنجليزية: Brad Ebert)‏ هو لاعب كرة قدم أسترالية أسترالي، ولد في 2 أبريل 1990.

## وصلات خارجية
- براد إيبرت على موقع AustralianFootball.com (الإنجليزية)
- براد إيبرت على موقع AFLtables.com (الإنجليزية)